# Erythrina subumbrans
Erythrina subumbrans är en ärtväxtart som först beskrevs av Justus Carl Hasskarl, och fick sitt nu gällande namn av Elmer Drew Merrill. Erythrina subumbrans ingår i släktet Erythrina och familjen ärtväxter. Inga underarter finns listade i Catalogue of Life.

## Bildgalleri

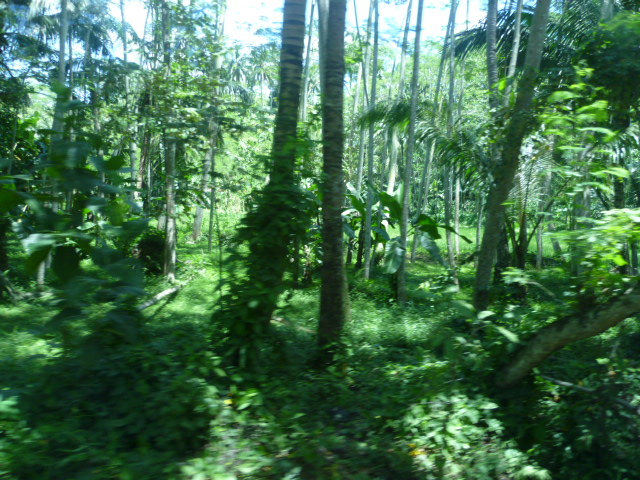